# Lac Crooked (Saskatchewan)
Le lac Crooked est un lac situé dans le Sud-Est de la Saskatchewan au Canada. Il fait partie d'une chaîne de lacs interreliés dans la vallée de la rivière Qu'Appelle.